# Ingmar Arnhall
Gustaf Ingmar Arnhall, född den 14 oktober 1930 i Göteborg, död 27 februari 2011 i Strömstad, var en svensk militär.
Arnhall genomfick Krigsskolan 1954–1955 och avlade officersexamen sistnämnda år. Efter att ha genomgått Militärhögskolan 1963–1965 blev han kapten vid Bohusläns regemente sistnämnda år. Han tjänstgjorde vid Infanteriets stridsskola 1966–1969, inom arméstaben och försvarsstaben 1969–1974 samt vid Västra militärområdet 1974–1977. Arnhall befordrades 1972 till överstelöjtnant och övergick 1977 som sådan till Älvsborgs regemente, där han blev överste och ställföreträdande regementschef 1979. Han genomgick Försvarshögskolan 1981. Arnhall var som överste av första graden chef för Hälsinge regemente och befälhavare för Gävleborgs försvarsområde 1982–1987 samt militärområdesinspektör i Bergslagens militärområde och fördelningschef för Östra militärområdet 1987–1991. Han blev riddare av Svärdsorden 1973. 